# Uganda na Letnich Igrzyskach Olimpijskich 2024
Uganda na Letnich Igrzyskach Olimpijskich 2024 – występ kadry sportowców reprezentujących Ugandy na igrzyskach olimpijskich, które odbyły się w u we Francji, w dniach 24 lipca - 4 sierpnia 2024 roku.
Reprezentacja Ugandy liczyła dwudziestu czterech zawodników - jedynastu mężczyzn oraz trzynaście kobiet, którzy wystąpili w 4 dyscyplinach.
Był to siedemnasty start tego kraju na letnich igrzyskach olimpijskich.

## Zdobyte medale
| Medal | Zawodnik         | Dyscyplina    | Konkurencja                       | Rezultat | Data       |
| ----- | ---------------- | ------------- | --------------------------------- | -------- | ---------- |
|       | Joshua Cheptegei | Lekkoatletyka | bieg na 10 000 m                  | 26:43,14 | 2 sierpnia |
|       | Peruth Chemutai  | Lekkoatletyka | bieg na 3000 m z przeszkodami (k) | 8:53,34  | 6 sierpnia |

## Skład kadry

### Lekkoatletyka

#### Konkurencje biegowe
| Zawodnik                   | Konkurencja                       | Eliminacje | Eliminacje | Repasaże | Repasaże | Półfinał | Półfinał | Finał    | Finał   | Źródło |
| Zawodnik                   | Konkurencja                       | Wynik      | Miejsce    | Wynik    | Miejsce  | Wynik    | Miejsce  | Wynik    | Miejsce | Źródło |
| -------------------------- | --------------------------------- | ---------- | ---------- | -------- | -------- | -------- | -------- | -------- | ------- | ------ |
| Tarsis Orogot              | bieg na 200 m (m)                 | 20,32      | 1 Q.       | —        | —        | 20,64    | 6.       | —        | —       | [ 1 ]  |
| Tom Dradiga                | bieg na 800 m (m)                 | 1:46,05    | 6.         | 1:46,15  | 5.       | —        | —        | —        | —       |        |
| Halimah Nakaayi            | bieg na 800 m (k)                 | 2:00,56    | 4.         | 2:02,88  | 6.       | —        | —        | —        | —       |        |
| Winnie Nanyondo            | bieg na 1500 m (k)                | 4:07,06    | 10.        | 4:06,35  | 8.       | —        | —        | —        | —       | [ 2 ]  |
| Leonard Chemutai           | bieg na 3000 m z przeszkodami (m) | 8:18,19    | 2 Q.       | —        | —        | —        | —        | 8:20,03  | 15.     | [ 3 ]  |
| Peruth Chemutai            | bieg na 3000 m z przeszkodami (k) | 9:10,51    | 1 Q.       | —        | —        | —        | —        | 8:53,34  | srebro  | [ 4 ]  |
| Oscar Chelimo              | bieg na 5000 m (m)                | 13:52,46   | 5 Q.       | —        | —        | —        | —        | 13:31,56 | 20.     | [ 5 ]  |
| Esther Chebet              | bieg na 5000 m (k)                | 15:10:36   | 13.        | —        | —        | —        | —        | —        | —       |        |
| Belinda Chemutai           | bieg na 5000 m (k)                | 15:23,90   | 12.        | —        | —        | —        | —        | —        | —       |        |
| Joshua Cheptegei           | bieg na 10 000 m (m)              | —          | —          | —        | —        | —        | —        | 26:43,14 | złoto   | [ 6 ]  |
| Jacob Kiplimo              | bieg na 10 000 m (m)              | —          | —          | —        | —        | —        | —        | 26:46,39 | 8.      | [ 6 ]  |
| Martin Kirotich            | bieg na 10 000 m (m)              | —          | —          | —        | —        | —        | —        | 28:20,72 | 22.     | [ 6 ]  |
| Sarah Chelangat            | bieg na 10 000 m (k)              | —          | —          | —        | —        | —        | —        | 31:02,37 | 12.     | [ 7 ]  |
| Annet Chemengich Chelangat | bieg na 10 000 m (k)              | —          | —          | —        | —        | —        | —        | 31:50,41 | 21.     | [ 7 ]  |
| Victor Kiplanat            | Maraton (m)                       | —          | —          | —        | —        | —        | —        | 2:11:59  | 39.     | [ 8 ]  |
| Andrew Rotich Kwemoi       | Maraton (m)                       | —          | —          | —        | —        | —        | —        | 2:17:28  | 62.     | [ 8 ]  |
| Stephen Kissa              | Maraton (m)                       | —          | —          | —        | —        | —        | —        | DNF      |         | [ 8 ]  |
| Stella Chesang             | Maraton (k)                       | —          | —          | —        | —        | —        | —        | 2:26:01  | 8.      | [ 9 ]  |
| Rebecca Cheptegei          | Maraton (k)                       | —          | —          | —        | —        | —        | —        | 2:32:14  | 44.     | [ 9 ]  |
| Merceline Chelangat        | Maraton (k)                       | —          | —          | —        | —        | —        | —        | 2:39:40  | 69.     | [ 9 ]  |

### Kolarstwo
| Zawodnik       | Konkurencja                    | Czas    | Pozycja | Źródło |
| -------------- | ------------------------------ | ------- | ------- | ------ |
| Charles Kagimu | Wyścig ze startu wspólnego (m) | 6:50:49 | 77.     | [ 10 ] |

### Pływanie
| Zawodnik        | Konkurencja              | Eliminacje | Eliminacje | Półfinał | Półfinał | Finał | Finał | Źródło |
| Zawodnik        | Konkurencja              | Czas       | Poz.       | Czas     | Poz.     | Czas  | Poz.  | Źródło |
| --------------- | ------------------------ | ---------- | ---------- | -------- | -------- | ----- | ----- | ------ |
| Jesse Ssengonzi | 100 m st. motylkowym (m) | 53,76      | 31.        | NQ       | NQ       | NQ    | NQ    |        |
| Gloria Muzito   | 100 m st. dowolnym (k)   | 55,95      | 22.        | NQ       | NQ       | NQ    | NQ    | [ 11 ] |

### Wioślarstwo
| Zawodnik             | Konkurencja    | Eliminacje | Eliminacje | Repasaż | Repasaż | Półfinały E/F | Półfinały E/F | Finał E | Miejsce |
| Zawodnik             | Konkurencja    | Czas       | M.         | Czas    | M.      | Czas          | M.            | Czas    | Miejsce |
| -------------------- | -------------- | ---------- | ---------- | ------- | ------- | ------------- | ------------- | ------- | ------- |
| Kathleen Grace Noble | jedynka kobiet | 8:08,90    | 5.         | 8:15,10 | 3.      | 8,38,70       | 2.            | 7:56,10 | 26.     |